# Danmark ved vinter-PL 2022
Danmark deltog ved vinter-PL 2022 i Beijing, Kina i perioden 4.-13. marts 2022. Adam Nybo deltog i alpint skiløb som eneste atlet for Danmark.